# Culinária da Indonésia

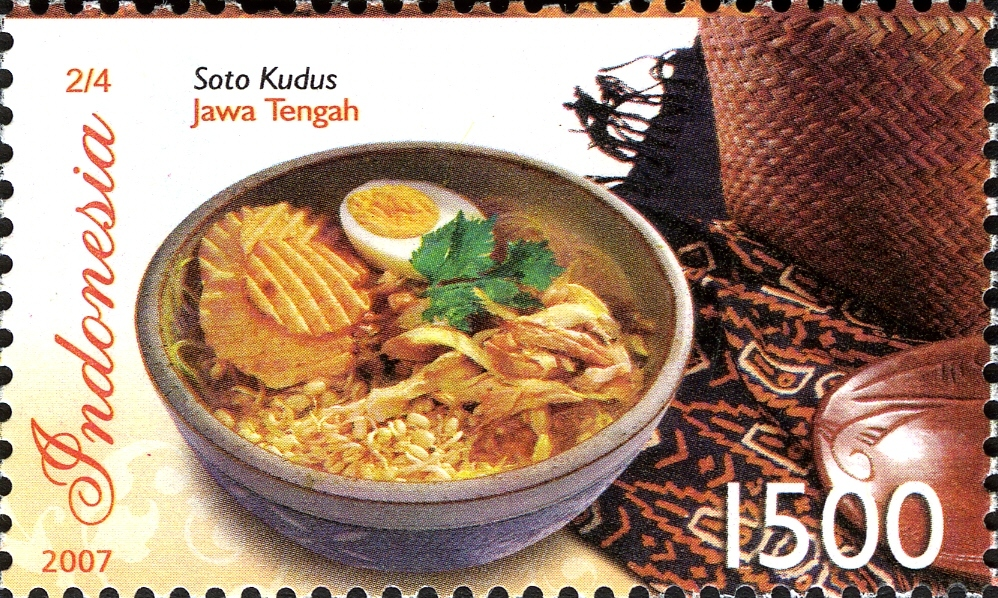
Selo indonésio de 2007 mostrando uma tigela de soto kudus, prato típico da província de jawa Tengah (Java Central)

A culinária da Indonésia reflete o seu tamanho, como 5º país mais habitado do mundo, com mais de 1800 ilhas e de 250 grupos étnicos. Para além disso, a Indonésia, pátria das especiarias, foi sucessivamente ocupada por portugueses e holandeses, para além de ter tido, antes dos europeus, a influência dos chineses, indianos e árabes.
O arroz é a base da alimentação dos indonésios, com exceção dos “malukus” e dos residentes em Papua (a parte indonésia da Nova Guiné), onde a base é o sagu, a farinha duma palmeira, a batata-doce e a mandioca, estes últimos trazidos das “índias ocidentais”. Os pratos de carne, peixe e vegetais são consumidos em pequenas quantidades, e sempre em preparações bastante condimentadas, ao contrário dos ocidentais que, por essa razão, sofrem com o picante da culinária indonésia. Um prato de arroz, o "nasi goreng" é por vezes considerado o prato nacional da Indonésia. 
Muitos ingredientes indígenas destas ilhas espalharam-se pela região e mais longe. O leite-de-coco (santen) é extremamente importante até ao sul da África oriental e às Caraíbas. O galangal (ou gengibre do Laos), a folha de lima e o pandano são importantes na cozinha doutros países, principalmente no sueste asiático. A banana levou mesmo o seu nome indonésio para a África do Sul, “pinseng”, que foi adotado na língua afrikaans. Um doce baseado em banana, que também ultrapassou fronteiras foi o pisang goreng, a banana frita.  
Por outro lado, a Indonésia adotou muitos ingredientes originários da Ásia, como o cominho, o coentro, o gengibre, o açafrão e a alcaravia, assim como formas exóticas de cozinhar como, por exemplo, o caril. Os árabes também contribuíram com a sua religião (o islão) e a sua cultura; por isso, os kababs foram adotados na Indonésia e tornaram-se “satay”, o endro e o funcho entraram na lista de condimentos local. A carne de carneiro e de cabra são populares, mas o porco só é consumido pelas comunidades hindus, como no Bali, e de origem chinesa. Os chineses introduziram igualmente o wok, o molho de soja, o tofu e os mins, assim como verduras em que se contam a couve chinesa, o feijão-mungo e a utilização dos seus rebentos e dos de soja, e o rábano daikon.
Os holandeses também contribuíram para esta diversidade culinária, principalmente com ingredientes das suas colónias das “Índias ocidentais”, do México e da América do Sul, como as malaguetas, a mandioca, a batata-doce, a batata-reno e o milho, mas também da sua culinária dos culinária tradicional, como as couves, as cenouras e formas de cozinhar, como os guisados.
Muito para além da sua região, os indonésios também contribuíram com as suas “invenções”, como um molho a que juntaram açúcar, anis-estrelado e outros condimentos e a que chamaram “kecap”, que se pronucia “ketchup” e que passou a fazer parte da culinária ocidental.